# 波塔萊麗體魚
波塔萊麗體魚，為輻鰭魚綱鱸形目隆頭魚亞目慈鯛科的其中一種，分布於南美洲巴西Laguna dos Patos及Tramandaí河流域，體長可達10.3公分，棲息在河川及湖泊中底層水域，生活習性不明。

## 擴展閱讀
維基物種上的相關：波塔萊麗體魚